# Organismo di controllo
Un organismo di controllo è un organo abilitato a controllare che determinate attività economiche e non si svolgano nel rispetto delle leggi.
A volte un organo di controllo è presente all'interno di una qualsivoglia organizzazione. Un esempio di organo di controllo può essere il collegio sindacale o il consiglio di sorveglianza oppure un Organismo di certificazione.
Nella maggior parte dei casi gli organi di controllo sono soggetti privati (imprese, liberi professionisti) sebbene tipicamente autorizzati da enti pubblici o comunque previsti dalla legge.

## In Italia
L'organismo di controllo, nel settore dell'agricoltura, è un Organismo di certificazione accreditato e  autorizzato e abilitato dal Ministero delle politiche agricole alimentari e forestali, cui compito è garantire che i prodotti agricoli e alimentari, recanti il marchio protetto, rispondano ai requisiti del disciplinare, mediante controllo sistematico dei produttori.